# (19318) Somanah
(19318) Somanah – planetoida z pasa głównego asteroid okrążająca Słońce w ciągu 3 lat i 219 dni w średniej odległości 2,35 j.a. Została odkryta 2 grudnia 1996 roku w obserwatorium w Sormano przez Francesco Mancę i Marco Cavagnę. Nazwa planetoidy pochodzi od Radhakhrishna Dinesha Somanaha (ur. 1960), profesora fizyki i astrofizyki na University of Mauritius. Przed nadaniem nazwy planetoida nosiła oznaczenie tymczasowe (19318) 1996 XB2.